# HD 222143
HD 222143，又名BD+45 4288，SAO 53210、HR 8964，是一颗恒星，视星等为6.58，位于銀經109.89，銀緯-14.8，其B1900.0坐标为赤經23h 33m 2.4s，赤緯+45° -14.8′ 46″。